# Tokimeki
「Tokimeki」（ときめき）は、2021年9月22日にSDRおよびVaundy Artwork Studioより配信された、日本のシンガーソングライター・Vaundyの楽曲。

## 概要

### 制作
楽曲は同CMの映像を見て書き下ろされた。「車に乗っている時にどんな曲を聴きたいかな」ということを考えながら制作され、疾走感だけでなく落ち着きも感じられるノリとテンポを意識した、リズミカルな楽曲に仕上げたことをリリース発表時のコメントで明かしている。

### リリース
前作「花占い」以来2ヶ月ぶりのリリース。本作は配信限定でのリリースである。
2021年9月15日、同日より放送開始のトヨタ自動車「カローラクロス」のCM「個性を駆け抜けて」編に楽曲が使用されたことが発表された。併せて同月22日に楽曲が配信リリースされることが発表された。
2023年2月28日、楽曲が使用された、NTTドコモから卒業生に向けて贈られたスペシャルムービー『「青春ビンゴ」Vaundy×ドコモ青春割祝卒業ムービー』が公開された。

## ミュージック・ビデオ
ミュージック・ビデオはリリースから1年半以上経った2023年3月30日にYouTubeにて公開された。『オズの魔法使い』をオマージュしたダンスバトルの物語が描かれている。主演はアンジェラ・ユン。
監督を務めた二宮健ははミュージック・ビデオについて「Vaundyが描くときめきを探し求めているうちに、「オズの魔法使い」のイメージを思い起こしていました。楽曲に彩られ、新たに生まれたオズの国を、ぜひ楽しんでください。」とコメントした。
ミュージック・ビデオ公開から7ヶ月後の2023年10月には940万回再生を突破していた。

## チャート成績
Billboard JAPANが発表する総合音楽チャート「Billboard Japan Hot 100」では9月29日公開のチャートで74位にデビュー。翌週のチャートで最高位の35位をマークした。
ストリーミング・チャート「Billboard Japan Streaming Songs」では9月29日公開チャートで94位に初チャートイン。10月6日公開のチャートで最高位の60位にランクインした。2023年10月4日公開の同チャートで自身12曲目のストリーミング1億回再生を突破した。
ダウンロード・チャート「Billboard Japan Download Songs」には9月19日公開のチャートで66位に初登場し、翌10月6日公開チャートで21位を獲得し最高位を更新した。

## 収録曲
| #  | タイトル     | 作詞・作曲 | 編曲   | 時間 |
| -- | ------------ | ---------- | ------ | ---- |
| 1. | 「Tokimeki」 | Vaundy     | Vaundy | 3:33 |

## タイアップ
- トヨタ自動車「カローラクロス」CMソング[6]
- NTTドコモ『「青春ビンゴ」Vaundy × docomo青春割 祝卒業ムービー』Webムービー[7][8]
- アサヒ　ドライクリスタルTVCM「王道のうまさ。」